# Иосифо-Георгиевский собор
Ио́сифо-Гео́ргиевский собо́р — православный собор (до марта 1909 — церковь) Ташкентской и Узбекистанской епархии Среднеазиатского митрополичьего округа Русской православной церкви, существовавший в Ташкенте (Узбекистан) с 1868 по 1995 год. Был первым православным храмом Ташкента.
Иосифо-Георгиевская церковь находилась у входа во дворец Николая Константиновича. Была освящена 22 декабря 1868 года, тем самым став первым православным храмом в Ташкенте.
Первоначальная постройка была выполнена из сырцового кирпича. В 1877 году храм был реконструирован инженером Шавровым по проекту архитектора Н. Ф. Ульянова; фактически было построено новое здание. Церковь, вмещавшая до 800 прихожан, имела трёхъярусную колокольню и иконостас, до 1893 года находилась в ведении военного ведомства. В марте 1909 года получила статус собора.
В 1931 году собор был закрыт, после чего здание использовалось в качестве зрительного зала театра кукол. Колокольню разобрали ещё до Великой Отечественной войны. В 1995 году было снесено и само здание храма.